# Dimanche à Pékin
Pour plus de détails, voir Fiche technique et Distribution.
Dimanche à Pékin est un court métrage documentaire français réalisé par Chris Marker, sorti en 1956.
Ce film documentaire montre une promenade dans les rues de Pékin à la découverte de la capitale de la Chine.

## Fiche technique
- Titre : Dimanche à Pékin
- Réalisation : Chris Marker
- Scénario : Chris Marker
- Commentaire de Chris Marker, dit par Gilles Quéant
- Photographie : Chris Marker
- Montage : Francine Grubert
- Musique : Pierre Barbaud
- Effets spéciaux : Arcady
- Producteurs : Paul Paviot et Anatole Dauman
- Sociétés de production : Pavox Films, Argos Films
- Société de distribution : Argos Films
- Pays d'origine :  France
- Format : Couleurs - 16 mm, gonflé en 35 mm
- Genre : Film documentaire
- Durée : 22 min
- Date de sortie : mai 1956

## Distribution
- Gilles Quéant : la voix du narrateur

## Récompenses et distinctions
- 1956 : Grand Prix au Festival de Tours[1] En avril 2009, à l'occasion d'une ultime rencontre entre Paul Paviot et Chris Marker dans l'atelier de ce dernier à Paris 20° en présence de Charles Paviot, Chris Marker a offert à son fidèle ami un exemplaire de son ouvrage Staring Back avec la dédicace suivante : « Pour Paul, qui portera devant l'Histoire, l'écrasante responsabilité de m'avoir permis d'être cinéaste. Fidèlement, [suivie de la signature de Chris Marker accompagnée d'un croquis du chat Guillaume] ». En effet, Paul Paviot avait permis naguère à Chris Marker de partir en Chine avec suffisamment de pellicule pour assurer le tournage de Dimanche à Pékin, produit par Pavox Films, puis sa post-production. Au retour du Festival de Tours où le film venait de remporter le Grand Prix (la récompense suprême) en 1956, Paul Paviot acceptât l'offre de co-production formulée par Anatole Dauman (Argos Films) permettant dès lors le tirage de davantage de copies 16mm et le passage au 35mm.